# Nghĩa trang Do Thái cổ, Lublin
Nghĩa trang Do Thái cổ (tiếng Ba Lan: Stary Cmentarz Żydowski w Lublinie) ở Lublin, Ba Lan, nằm trên một ngọn đồi giữa các con phố Kalinowszczyzna và Sienna. Nghĩa trang nhìn ra Phố cổ và hoàn toàn được bao quanh bởi một bức tường cao có niên đại từ thế kỷ 17. Nó nằm trên nơi trước kia đã từng là một pháo đài thời trung cổ, và từng được bao quanh bởi nhiều mạch nước ngầm.
Nghĩa trang có lẽ được thành lập vào năm 1541, mặc dù theo một số nguồn, ngày thành lập nơi này còn sớm hơn nhiều. Văn bản đầu tiên đề cập đến nghĩa trang có từ năm 1555, khi một đặc quyền được ban hành cho người Do Thái Ba Lan, cho phép họ chôn cất trong khu vực.
Vào những năm 1980, Hiệp hội bảo tồn di sản Do Thái ở Lublin (Towarzystwo Opieki nad Pamiątkami Kultury ydowskiej) bắt đầu thực hiện kiểm kê chi tiết nghĩa trang này. Giữa năm 1988 và 1991, một số hành vi phá hoại chống đối đã xảy ra, kết quả là 40 bia mộ tiếp tục bị phá hủy.
Hiện tại, Nghĩa trang Do Thái cổ ở Lublin cung cấp một số bằng chứng vật lý cuối cùng còn sót lại về sự hiện diện của người Do Thái trong thành phố trong hàng thế kỷ. 

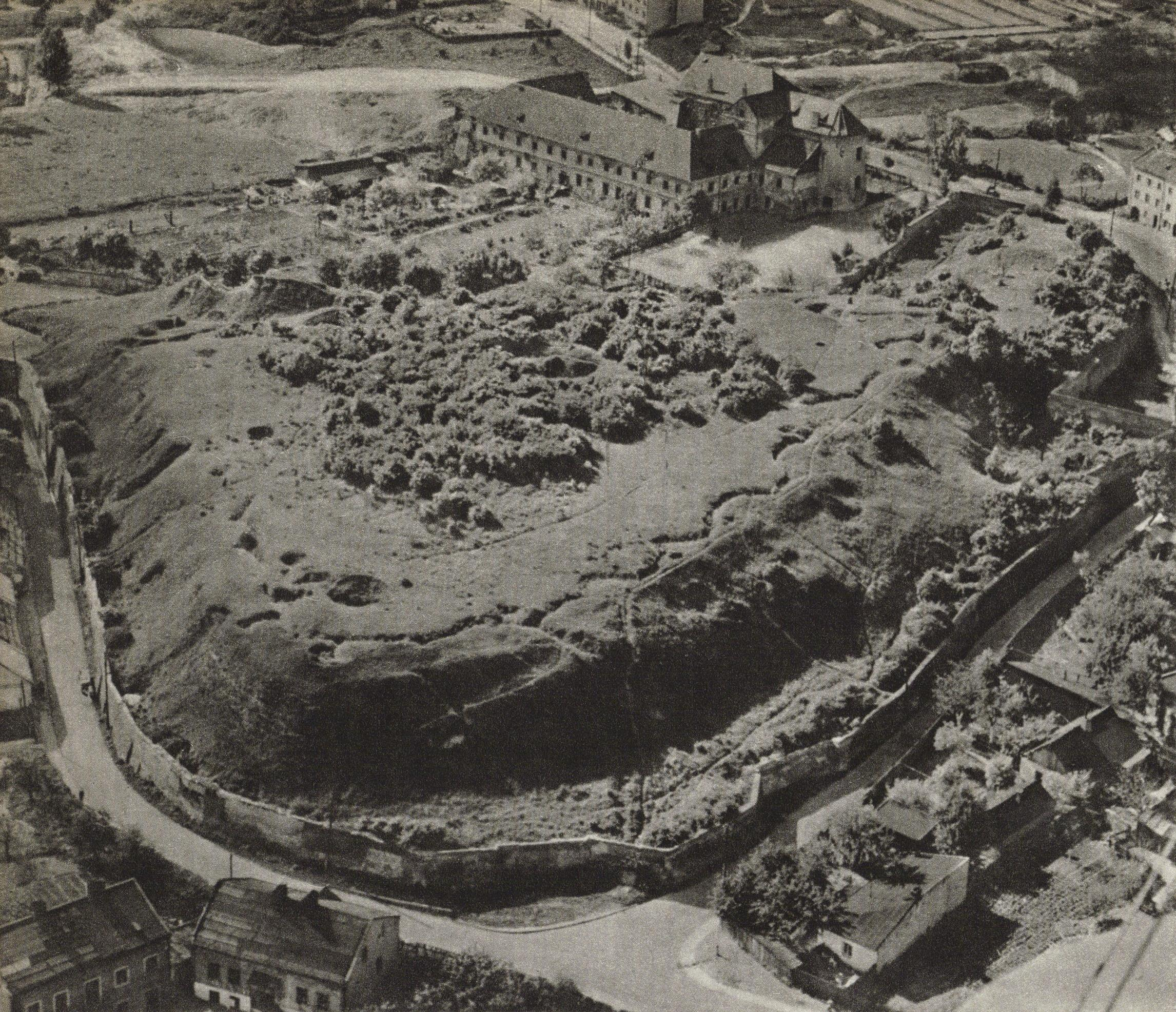
Ảnh trên không từ năm 1964

## Người được chôn cất đáng chú ý
- Solomon Luria
- Yaakov Yitzchak của Lublin
- Jacob Pollak